# Peter Hentschel
Peter Hentschel (* 21. März 1939 in Glatz, Provinz Niederschlesien; † 27. Mai 2006) war ein deutscher Jurist.

## Leben
Aus ihrer Heimat in Schlesien vertrieben, siedelte sich seine Familie Ende der 1940er Jahre in Köln an, wo Peter Hentschel nach dem Abitur Rechtswissenschaften an der Universität studierte. 1967 absolvierte er sein zweites Juristisches Staatsexamen und wurde 1971 zum Amtsgerichtsrat beim Amtsgericht Köln ernannt. Nach seiner Pensionierung war er als Rechtsanwalt und Lehrbeauftragter an der Universität zu Köln tätig. 2006 starb er nach langem Krebsleiden. Er wurde auf dem Kölner Nordfriedhof beigesetzt.

## Werk
Ab 1980 war Hentschel Bearbeiter des zuvor von Heinrich Jagusch betreuten Beck’schen Kurz-Kommentars zum Straßenverkehrsrecht. Dieses Standardwerk, das unter seiner Federführung bis 2005 in zwölf Auflagen erschien, wurde zu seinem Lebenswerk. Daneben verfasste er weitere Fachbücher, unter anderem Trunkenheit im Strassenverkehr, das 2006 zum zehnten Mal aufgelegt wurde. In Fachzeitschriften wie der NZV oder der NJW veröffentlichte er außerdem zahlreiche Aufsätze.
Auf dem Deutschen Verkehrsgerichtstag 2003 wurde er von der Deutschen Akademie für Verkehrswissenschaft wegen seiner Verdienste um die Verkehrswissenschaft sowie den Verkehrsgerichtstag mit der Goslar-Medaille ausgezeichnet.